# Erev Shel Shoshanim
„Erev Shel Shoshanim“ (на английски: Вечер на лилии или Вечер на рози; еврейската дума шошана е идентифицирана и с двете цветя) е поетична любовна песен на иврит. Неговата мелодия често се използва като сватбена музика на еврейските сватби. Той е добре познат не само в израелските и еврейските музикални кръгове, но и в целия Близък изток и често се използва като песен, на която танцуват кючеци.
Музиката е на Йосеф Хадар, текстът е на Моше Дор. Песента е записана за първи път през 1957 г. от певицата Яфа Яркони, а година по-късно от дуото HaDuda'im. Тяхната версия стана хит в Израел. Dudaim обиколят света широко през 60-те години и Erev Shel Shoshanim стана една от международните им песни.
През 1966 г. израелският хореограф по народни танци Цви Хилман създава първия народен танц, базиран на песента.

## Други версии на песента
През 60-те и 70-те години песента е записана от различни международни певци, включително Хари Белафонте, Оливера Катарина, Нана Мускури, Далия Лави, Виктор Хара и Куилапаюн, Мартин Симпсън и Мириам Макеба. През 1974 г. югославската прогресив рок група Dah записва своята хитова песен Шошана, която включва мелодия, базирана на Erev Shel Shoshanim. През 1975 г., след преместване в Белгия и промяна на името на Land, групата записва англоезична версия на „Šošana“ (озаглавена „Shoshana“), която става международен хит и превръща мелодията на песента в популярна футболна песен.
Песента е преведена на арменски, на който език заглавието и е Ярус (О, Роза!).
Юхани Форсберг използва мелодията, която смята за израелска народна песен, в песента си Tiellä ken vaeltaa, която оттогава е включена в сборника с химни на Евангелската лутеранска църква на Финландия.
Мелодията на тази песен се използва и за полската католическа песен Jeden jest tylko Pan (Има само един Бог), въпреки че текстът е за църквата като дом на Бога.
Версия на песента също е семплирана в хитовата песен от 2016 г. Save Me на френския поп изпълнител The Parakit.